# Schmuel Gogol
Schmuel Gogol (* 1924 in Warschau; † 13. Mai 1993) war Holocaust-Überlebender, Mundharmonikaspieler und Musikpädagoge.

## Leben
Nach dem Tod seiner Mutter und Vertreibung seines Vaters aus Polen wurde er von seiner Großmutter erzogen. Sie brachte ihn in Janusz Korczaks Waisenhaus, wo er dann für einige Jahre lebte. Es war im Waisenhaus (im Alter von ca. 10 Jahren, laut Anekdote im Zahnwechselalter), wo er seine ersten zwei Mundharmonikas von Dr. Janus Korczak erhielt.
Zur Zeit der deutschen Besatzung im Zweiten Weltkrieg wurde das Waisenhaus ins Warschauer Ghetto verlegt. Die Waisen wurden alle 1942 nach Treblinka deportiert und dort ermordet, außer Gogol, den seine Großmutter zuvor nach Maków Mazowiecki ins dortige Ghetto schmuggelte. Dort wurde er und seine Familie gefangen genommen und nach Auschwitz deportiert. Seine Mundharmonika wurde sofort nach der Ankunft beschlagnahmt, aber er tauschte von einem Gefangenen eine Mundharmonika gegen Brotrationen ein. Bald darauf hörte ein SS-Mann ihn spielen, und er wurde gezwungen, im kleinen Lagerorchester mitzuspielen, welches nahe Krematorium III aufspielte, wenn Juden vergast wurden. Während er spielte, sah Gogol seine eigenen Familienmitglieder, als sie in die Gaskammer geschickt wurden, woraufhin er aufhörte die Augen zu öffnen, wenn er spielte. Er schwor auch, dass, wenn er überlebte, er jüdische Kinder lehren würde, wie man Mundharmonika spielt. Diese Geschichte wurde in einer Predigt für Kol Nidre am Kongregation Habonim Toronto berichtet.
Nach dem Krieg ging Gogol nach Israel, wo er 1963 das Children’s Harmonica Orchestra of Ramat Gan, das später nach ihm benannt wurde, gründete. Er heiratete eine Frau aus Schwetzingen. Im Jahr 1990 kehrte Gogol zum ersten Mal nach Auschwitz zurück, wo er mit der Band das Lied „Meine Schtetl Belz“ (Jiddisch: „Mayn Shtetele Belz“) aufführte, die gleiche Melodie, die Gogol spielte, als im Lager fast 50 Jahre zuvor Häftlinge in den Tod marschierten.
Gogol wurde als Zeitzeuge zu einem wichtigen Protagonisten in der Auschwitz-Erinnerungs-Dokumentation „Paths of Memory“. Der deutsche Schriftsteller Thomas Vogel schrieb 1991 in einer Erzählung über ihn. Die Firma Hohner in Trossingen benannte eine Serie ihrer chromatischen Mundharmonikas Schmuel Gogol Chromonica.
Im Jahr 1993 kam Gogol erneut nach Auschwitz, wo er in Anwesenheit des israelischen Ministerpräsidenten Jitzchak Rabin, der anlässlich des 50-jährigen Jubiläums des Warschauer Ghetto-Aufstandes Polen besuchte, die gleichen Lieder, die er dort als Gefangener gespielt hatte, aufführte.
Etwa einen Monat nach dieser Reise starb Gogol im Alter von 69 Jahren.

## Diskographie
- Schmuel Gogol & his Children´s Harmonica Band, Langspielplatte, Hohner Records, 1988

## Ehrungen
- 1990: Korczak-Preis der Deutschen Korczak-Gesellschaft